# Isla Sebastopol
Isla Sebastopol är en ort i Mexiko.   Den ligger i kommunen Balancán och delstaten Tabasco, i den sydöstra delen av landet, 800 km öster om huvudstaden Mexico City. Isla Sebastopol ligger 9 meter över havet och antalet invånare är 122.
Terrängen runt Isla Sebastopol är platt, och sluttar norrut. Runt Isla Sebastopol är det ganska glesbefolkat, med 47 invånare per kvadratkilometer. Närmaste större samhälle är Emiliano Zapata, 9,8 km väster om Isla Sebastopol. Omgivningarna runt Isla Sebastopol är en mosaik av jordbruksmark och naturlig växtlighet.